# 大森義太郎
大森 義太郎（おおもり よしたろう、1898年（明治31年）9月26日 - 1940年（昭和15年）7月28日）は、日本のマルクス経済学者。筆名に成瀬 光雄がある。

## 経歴
神奈川県横浜市で大森啓助の子として生まれる。1922年（大正11年）東京府立四中から一高を経て、東京帝国大学経済学部卒。卒業と同時に同学部助手。1924年（大正13年）東京帝大助教授。
1928年（昭和3年）4月、赤化教授への政府の弾圧が徹底的であり、早晩退職を余儀なくされるとして、先手を打つように辞表を提出して辞職。以後は講壇ジャーナリストとして生活することになる。
1933年（昭和8年）に『唯物弁証法読本』を出版。
1937年（昭和12年）の人民戦線事件で検挙される。1938年（昭和13年）に病気のため保釈されたが、失意のうちに胃癌のため生涯を閉じた。墓所は青山霊園。

## 著書
- 『唯物史観』（改造社、経済学全集48） 1932
- 『史的唯物論』（共立社、現代史学大系3） 1932
- 『唯物弁證法讀本』（中央公論社） 1933.4.5
- 『まてりありすむす・みりたんす』（中央公論社） 1934.8
- 『マルクシズムのABC』（北斗書院） 1946.4

## 翻訳
- 『理論経済学概説』（エミール・レーデラー、有沢広巳共訳、明善社） 1926
- 『レーニンと弁証法的唯物論 レーニン「唯物論と経験批判論」への序論』（デボーリン、叢文閣） 1927.9
- 『唯物論と經驗批判論 反動哲学の批判的考察』（レーニン、山川均共訳、白揚社、レーニン全集） 1929
- 『剰余価値学説史 第2巻第1部』（カール・マルクス、改造社、改造社版マルクス・エンゲルス全集9） 1936、のち新訳版（改造社）、戦後に黄土社から再刊